# Voćni mošt
Voćni mošt je tekući proizvod, proizveden odgovarajućim postupcima tiještenja i ocjeđivanja voćnog masulja. Pri proizvodnji voćnog vina, pojačavanje volumnih udjela alkohola (volumne alkoholne jakosti) može se napraviti povećanjem udjela alkohola i u voćnom moštu. Fermentacijom voćnog mošta dobivamo voćni mošt u fermentaciji. Tretiramo li voćni mošt dopuštenim sredstvima i postupcima (konzerviranje, hlađenje, filtracija i dr.) koji sprječavaju početak alkoholne fermentacije, dobivamo voćni sok. Ostatak dobiven nakon bistrenja i taloženja voćnog mošta, kao i ostatak dobiven filtriranjem i centrifugiranjem voćnog mošta, također se smatra talogom voćnog vina.